# Mekong Delta
Mekong Delta es una banda de thrash metal progresivo proveniente de Alemania.

## Historia
En 1985 el propietario de la discográfica Aaarrg Records y técnico de sonido Ralf Hubert decide crear un proyecto musical con algunos músicos de metal alemanes. Originalmente el nombre era Zardoz, pronto cambian de nombre a Mekong Delta, el nombre de la ribera del río Mekong en Indochina. 
La primera alineación consistió del guitarrista Jochen Schröder, Peavy Wagner al bajo, el batería Jörg Michael (los tres eran miembros de Rage) y Wolfgang Borgmann como vocalista.
Los guitarristas de Living Death, Reiner Kelch y Frank Fricke sustituyeron a Schröder. Cuando Peavy Wagner abandonó la banda, el propio Hubert tomo su lugar en el bajo. La nueva alineación toma nombres artísticos diferentes. Los integrantes toman seudónimos, con lo que la alineación en ese momento es:
Björn Eklund (Ralph Hubert) - bajo y guitarra acústica
Gordon Perkins (Jörg Michael) - batería
Rolf Stein (Frank Fricke) - guitarra y coros
Vincent St. Johns (Reiner Kelch) - guitarra y coros
Keil (Wolfgang Borgmann) - voz
En 1987 editan su primer álbum, llamado Mekong Delta Fue producido por el mismo Ralph Hubert. Jörg Michael, futuro baterista de Stratovarius, es reemplazado por Uli Kusch poco después de la publicación del EP The Gnom en 1988.
Ese mismo año, es publicado el segundo álbum de la banda The Music of Eric Zahn. Se trata de un álbum conceptual basado en un libro de H. P. Lovecraft. El escritor sería desde entonces una gran influencia en los temas de la banda. En 1990 es lanzado el sencillo Toccata y más tarde el álbum The Principle of Doubt. En 1990 es publicado Dances of Death (and Other Walking Shadows) y en 1991 Live at an Exhibition, un álbum en vivo. Al año siguiente continúan con Kaleidoscope y en 1993 lanzan Classics, un álbum recopilatorio.
Visions Fugitives es el sexto álbum de estudio, de 1994. El álbum Pictures at an Exhibition, de 1997, está basado en la suite del compositor ruso Modest Músorgski, Cuadros de una exposición. Se trata de un álbum doble de 32 canciones, donde las primeras 16 están versionadas por la banda. La otra mitad son las mismas canciones anteriores, pero interpretadas junto a una orquesta. Desde este disco, la música clásica sería una gran influencia en los discos posteriores.
Después de la grabación de este álbum, sus primeros álbumes son remasterizados por Hubert. Luego estuvieron bastantate tiempo sin grabar nada. Ralf Hubert estuvo sin contactar durante años. Se rumoreó que había salido de Alemania, e incluso que había muerto. A finales de 2005 se retomó el contacto con Hubert y renació el proyecto. Publicaron el álbum compilatorio The Principle of Doubt (Ambitions) ese mismo año. En 2007 publicaron el DVD Live in Frankfurt 1991 y comenzaron a grabar el álbum Lurking Fear, que finalmente salió a la venta en agosto de 2007 y recibió buenas críticas por parte de los fanes.
El último álbum de la banda fue lanzado en 2010, titulado Wanderer on the Edge of Time.

## Estilo
Generalmente Mekong Delta es clasificado como thrash metal progresivo, siendo importantes exponentes de este género. A diferencia de muchas bandas thrash, sus temas incluyen filosofía, política y metafísica, en lugar de lo habitual en este género; violencia, guerra y maldad. Algo que también distingue a Mekong Delta, es el virtuosismo de sus músicos. La música clásica también ha influido en la banda, una prueba de ello es Pictures at an Exhibition.

## Formación actual
- Martin LeMar - Voz
- Ralph Hubert - Bajo
- Erik Adam H. Grösch - Guitarra
- Benedikt Zimniak - Guitarra
- Alex Landenburg - Batería

## Miembros pasados

### Vocalistas
- Wolfgang Borgmann - (1987-1990)
- Doug Lee - (1990-1994)
- Leo Szpigiel - (2007-2008)

### Guitarristas
- Jochen Schröder - (1987)
- Frank Fricke - (1987-1989)
- Reiner Kelch - (1987-1988)
- Uwe Baltrusch - (1989-1997)
- Georg Syrmbos - (1991)
- Peter Lake - (2006-2007)

### Bajistas
- Peter "Peavy" Wagner - (1985-1987)

### Baterías
- Jörg Michael - (1987-1990)
- Uli Kusch - (1988 y 2007)
- Peter Haas - (1991-2006)

## Discografía

### Álbumes de estudio
- 1987: Mekong Delta
- 1988: The Music of Erich Zann
- 1989: The Principle of Doubt
- 1990: Dances of Death (and Other Walking Shadows)
- 1992: Kaleidoscope
- 1994: Visions Fugitives
- 1997: Pictures at an Exhibition
- 2007: Lurking Fear
- 2010: Wanderer on the Edge of Time
- 2010: intersections
- 2014: In a mirror darkly
- 2020: Tales of a Future Past

### Compilatorios
- 1993: Classics (álbum de Mekong Delta)
- 2005: The Principle of Doubt (Ambitions)

### EP y sencillos
- 1988: The Gnom (EP)
- 1990: Toccata (single)

### En vivo
- 1991: Live at an Exhibition
- 2007: Live in Frankfurt 1991 (DVD)